# Desenvolupament rural

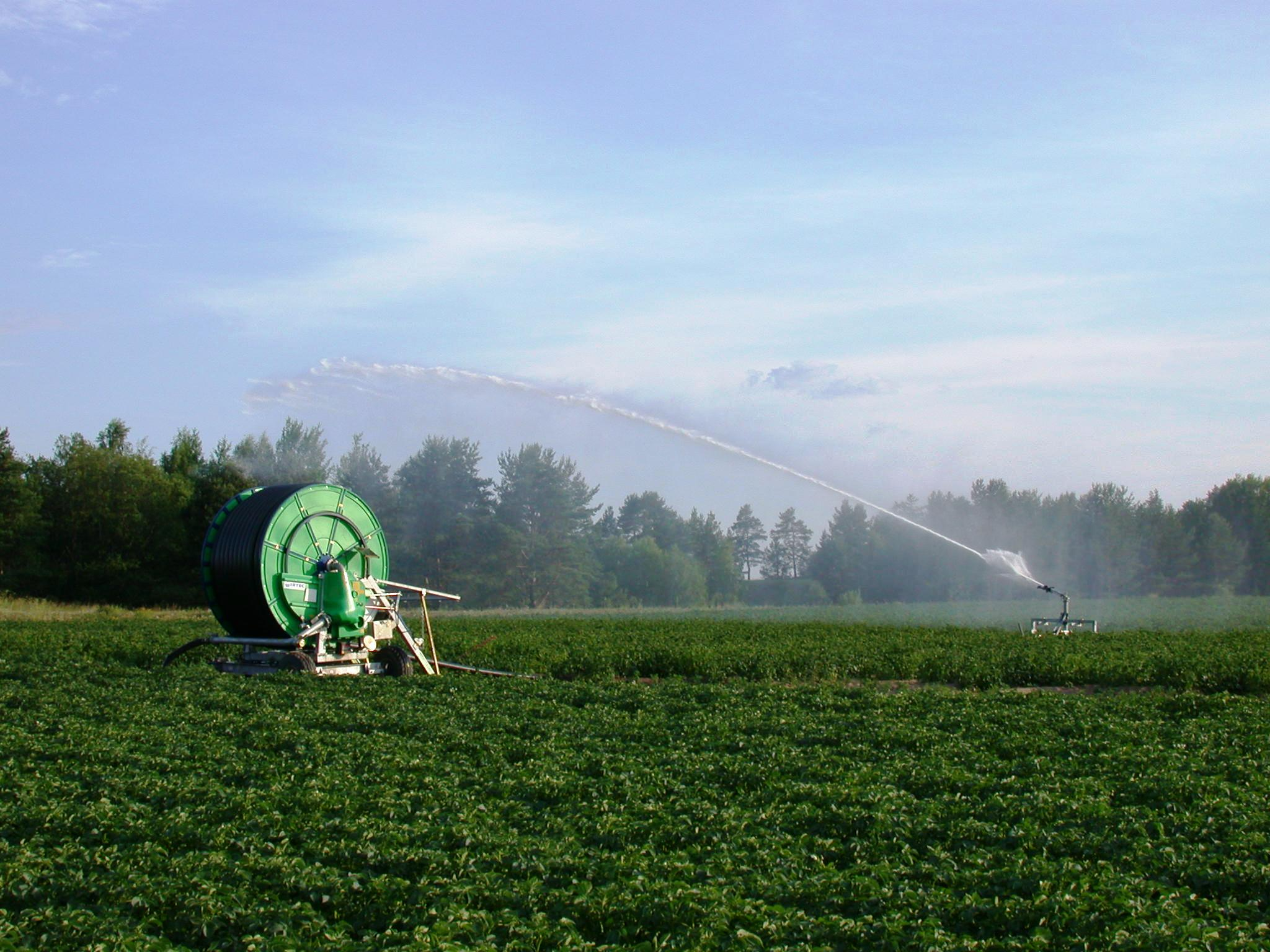

El desenvolupament rural (o política de desenvolupament rural) és aquell conjunt de polítiques i accions dels governs i també d'organitzacions no governamentals destinades a promoure i consolidar la qualitat de vida en les zones rurals. Inicialment el terme es referia sobretot a les activitats directament relacionades amb la producció agrària, però, a poc a poc, aquest concepte es va anar ampliant amb una visió més territorial, englobant activitats no agràries i el desenvolupament general de les zones no urbanes.
Les polítiques públiques de desenvolupament rural es porten a terme a molts països amb presència rural, i a diferents escales. A escala mundial, organismes com la FAO o el Banc Mundial vetllen per al desenvolupament rural especialment en àrees pobres i desafavorides, amb especial èmfasi en el desenvolupament econòmic i social d'aquestes àrees. També els països més desenvolupats tenen polítiques en els respectius àmbits d'actuació, i aquí l'èmfasi és més en el desenvolupament sostenible i l'equilibri territorial (EUA, Suïssa, Japó).
Als Països Catalans i Espanya les polítiques de desenvolupament rural estan emmarcades en les polítiques fixades a nivell europeu des de la Unió Europea, que fixa les directrius i els pressupostos generals per a aquestes polítiques, i que s'adapten a la realitat de cada estat i regió en funció de les seves especificitats. Aquestes polítiques es formalitzen en els anomenats Programes de Desenvolupament Rural (sigles PDR), que són plans plurianuals d'actuació en aquest àmbit.

## Desenvolupament rural a la Unió Europea, Espanya i Catalunya

### El desenvolupament rural dins el marc de la Política Agrària Comuna (PAC)
El pressupost de la PAC cobreix tres tipus de despeses:
- Ajuts a la renda dels agricultors i respecte a pràctiques agrícoles sostenibles. Els agricultors reben pagaments directes a condició de complir normes estrictes sobre seguretat alimentària, protecció del medi ambient i salut i benestar dels animals. Aquests pagaments, finançats íntegrament per la UE, representaven el 2013 el 70% del pressupost de la PAC. La reforma de juny de 2013 preveia que el 30% dels pagaments directes estiguessin vinculats al compliment per part dels agricultors europeus, de pràctiques agrícoles sostenibles, beneficioses per a la qualitat dels sòls, la biodiversitat i el medi ambient en general, com, per exemple, la diversificació de cultius, el manteniment de les pastures permanents i la conservació de zones ecològiques a les explotacions.
- Les mesures de suport al mercat, activades, per exemple, quan les condicions climàtiques adverses el desestabilitzen. Aquests pagaments representaven el 2013 menys del 10% del pressupost de la PAC.
- Les mesures de desenvolupament rural, amb l'objectiu d'ajudar els agricultors a modernitzar les seves explotacions i ser més competitius i alhora que es protegeixi el medi ambient, i es contribueixi a la diversificació de les activitats agràries i no agràries i a la vitalitat de les comunitats rurals. Aquests pagaments, finançats en part pels Estats membres, són generalment plurianuals i representen al voltant del 20% del pressupost de la PAC. El pressupost per al període 2014-2020 és de 95 000 milions d'euros (preus corrents) per als 28 Estats membres. Aquests diners procedeixen del Fons Europeu Agrícola de Desenvolupament Rural (FEADER).

El pressupost final destinat a mesures de desenvolupament rural és cofinançat per la Unió Europea i els estats i regions on es porten a terme. A part dels fons destinats a l'agricultura, també l'anomenada política de cohesió contribueix al desenvolupament d'algunes zones rurals d'Europa. Aquesta política s'aplica a través dels Fons Estructurals.
Les actuacions previstes es recullen en plans pluriannuals, en els anomenats Programes de Desenvolupament Rural (sigles PDR). Des de l'any 2000, data de posada en marxa del desenvolupament rural en l'àmbit d'Unió Europea, s'han portat a terme dos programes (el 2000-2006 i el 2007-2013), i des de 2014 està en fase d'execució el programa 2014-2010.
La Unió Europea justifica aquests ajuts en què les zones rurals preserven els recursos naturals, mantenen la diversitat de paisatges, donen resposta als consumidors en matèria de seguretat i qualitat alimentària i són generadores d'activitat econòmica generant, a la vegada, impactes externs positius per a tota la societat. Aquest fet justificaria la necessitat d'implementar programes i actuacions dirigides a mantenir una massa crítica de població que asseguri el manteniment d'aquestes àrees atenent al criteri de cohesió territorial per a les persones que hi viuen, amb impuls de programes de dinamització econòmica el territori, per exemple amb les infraestructures en matèria de regadius, l'impuls d'actuacions per a la millora de les estructures agràries de producció i la dimensió de les explotacions, per tal d'impulsar-ne la competitivitat, mesures en matèria d'assegurances agràries, el foment de la diversificació de l'economia rural i del sòl agrari, millorar la seva qualitat de vida i donar continuïtat a la producció de béns públics.
Els objectius generals fixats a escala d'Unió Europea per a les polítiques de desenvolupament rural són:
- Promoure la transferència de coneixement i la innovació en l'agricultura, la silvicultura i les zones rurals.
- Millora de la viabilitat de les explotacions i la competitivitat de tots els tipus d'agricultura a totes les regions i la promoció de tecnologies agrícoles innovadores i la gestió sostenible dels boscos.
- Promoure l'organització de la cadena alimentària, incloent-hi el processament i comercialització de productes agrícoles, el benestar animal i la gestió de riscos en l'agricultura.
- Restaurar, preservar i millorar els ecosistemes relacionats amb l'agricultura i la silvicultura
- Promoure l'eficiència de recursos i de suport a la transició cap a una baixa emissió de carboni i el clima economia resistent en els sectors d'agricultura, alimentació i silvicultura.
- Promoure la inclusió social, reducció de la pobresa i el desenvolupament econòmic a les zones rurals.

A partir d'aquests objectius genèrics, cada país elabora la seva estratègia de desenvolupament rural incloent, si s'escau, programes específics d'àmbit regional, com és el cas de l'estat espanyol.

### Programa de desenvolupament rural a Catalunya
D'acord amb el reglament nº1305/2013 d'ajuda al desenvolupament rural per al període 2014-2020, en el cas de l'estat espanyol cada comunitat autònoma presenta un programa de desenvolupament rural regional, que reculli les necessitats específiques, dins un marc estatal amb elements comuns per a aquests programes.
A Catalunya es va elaborar el PDR 2014-2020, que preveu una despesa pública total de 810,4 milions d’euros, dels quals el Govern de Catalunya n'aporta el 50%, amb una inversió global que representa de més de 403 milions d’euros. Aquest programa es troba en tràmit d'aprovació definitiva per part del FEADER.
Aquest PDR s'estructura a partir de quatre eixos d’acció:
- Economia i ocupació: Fomentar la reactivació econòmica i la creació d’ocupació, amb especial atenció als sectors agrari, alimentació, forestal i les zones rurals.
- Joves: Establir polítiques específiques per als joves del món rural, que fomentin el seu arrelament i desenvolupament econòmic i social.
- Canvi climàtic: Promoure accions dirigides a la mitigació i adaptació al canvi climàtic i la protecció dels recursos naturals.
- Innovació: Estimular la innovació i la transferència de coneixements en el sector agroalimentari.

Aquests quatre eixos es concreten en una sèrie de mesures específiques:
- Accions de formació i transferència tecnològica a través d'activitats informatives i divulgatives, així com serveis d’assessorament al sector agroalimentari i formació de tècnics assessors.

- Ajuts al règims de qualitat dels productes agrícoles i alimentaris (denominacions d'origen, indicacions geogràfiques protegides i similars), per a noves participacions en règims de qualitat, activitats informatives i promocionals.

- Ajuts a inversions en explotacions agràries i a indústries agràries per a millorar la competitivitat i fer front al canvi climàtic, en infraestructures rurals, incloent-hi els processos de concentració parcel·lària i la construcció de camins rurals i forestals, per a la modernització de regadius, amb la implantació o ampliació de regadius d'alta eficiència, actuacions en espècies, hàbitats i paisatges, vinculades a fites en matèria de medi ambient i clima, inversions per a la diversificació econòmica per a la creació i desenvolupament d’activitats no agrícoles, com el turisme rural, artesania i altres, i ajuts forestals, amb infraestructures i equips de prevenció d’incendis i restauració de boscos afectats per catàstrofes, actuacions silvícoles que augmentin la capacitat d’adaptació i valor mediambiental, tecnologia per a la transformació, mobilització i comercialització, i la redacció d’instruments d’ordenació forestal.

- Ajuts a la primera instal·lació de joves agricultors.

- Suport a l'ordenació i gestió d’espais naturals (àrees Natura 2000 i altres amb elevat valor natural).
- Suport al manteniment, restauració i millora del patrimoni natural i cultural, incloent-hi accions de conscienciació.

- Creació d’agrupacions i organitzacions de productors: suport a la creació d’agrupacions de productors forestals per a l’adaptació de la producció a les necessitats del mercat, la comercialització conjunta i l'organització i desenvolupament de processos innovadors .
- Mesures agroambientals i per a fer front al canvi climàtic, que inclouen la gestió sostenible de zones humides, la gestió i recuperació de prats i pastures, la millora dels hàbitats esteparis de Xarxa Natura 2000, el suport a l'apicultura per a la millora de la biodiversitat, la promoció de sistemes alternatius a la lluita química i la producció integrada, la conservació de races autòctones, la millora de la gestió de fertilitzants, la conservació de la biodiversitat enfront espècies invasores, i el foment de la biodiversitat cultivada.
- Ajuts a l'agricultura ecològica, dirigits a compensar el lucre cessant i l’increment dels costos associats al sistema de producció ecològic, i al benestar dels animals en ramaderia ecològica.
- Ajut a zones desafavorides, com zones de muntanya, zones amb limitacions naturals o altres limitacions específiques.
- Foment de la cooperació per a la innovació, mitjançant redacció de projectes i realització de projectes pilot per al desenvolupament de nous productes, pràctiques, processos i tecnologies, així com a la cooperació entre agents que formin part d’un grup operatiu en el marc d’un projecte d’innovació.
- Suport a la cooperació per a la creació i desenvolupament de cadenes curtes de comercialització i mercats locals i les activitats de promoció que se’n derivin.
- Ajut al desenvolupament local participatiu a través dels Grups d'Acció Local (GAL): preparació i posada en funcionament de les estratègies de desenvolupament local, així com la formació, activitats de cooperació dels GAL (interterritorial i transnacional), inversions que es derivin de les estratègies de desenvolupament local, i a les despeses d’execució i animació dels GAL.

## Desenvolupament rural a la Unió Europea, Espanya i Catalunya fins al 2013

### Agenda 2000
El 1997 la Comissió Europea va aprovar l'Agenda 2000, un projecte de reforma de la Política Agrària Comuna que incloïa destinar part dels recursos al desenvolupament rural, passant aquest a ser l'anomenat "segon pilar" de la PAC. Aquest projecte va ser aprovat al Consell Europeu de Berlín de 24 i 25 de març de 1999.
En aquest document es fixaven les directrius en què s'havien de basar les actuacions de desenvolupament rural:
- la millora de la competitivitat de l'agricultura i la seva multifuncionalitat;
- promoure la protecció del medi ambient en l'agricultura i la silvicultura amb mesures que contribueixin al desenvolupament sostenible;
- participació en el desenvolupament econòmic de les zones rurals.

Les actuacions previstes es recullen en plans pluriannuals, en els anomenats Programes de Desenvolupament Rural (sigles PDR). Des d'aleshores s'han portat a terme dos programes (el 2000-2006 i el 2007-2013), i a partir de 2014 està en fase d'execució el programa 2014-2010.

### Programa de desenvolupament rural 2000-2006
Amb l'Agenda 2000 la política de desenvolupament rural passa a constituir el segon pilar de la Política Agrària Comuna. El pressupost que la Unió Europea hi destina era encara minvat -només al voltant d'un 10% de tota la despesa agrària- però el seu pes pressupostari es veuria incrementat amb l'ampliació de la UE cap als països de l'Europa Central i Oriental.
El programa de desenvolupament rural d'aplicació a Catalunya es va concretar en tres objectius: l'adaptació del sector agrari i agroindustrial a les condicions de mercat, la millora de la competitivitat de l'espai rural, i el manteniment i millora del medi ambient i gestió sostenible dels boscos. El programa va tenir una dotació pressupostària de 400,97 milions d'euros despesa pública per al període 2000-2006, amb una contribució de la Unió Europea (a través del FEOGA Garantia) de 206,95 milions d'euros (52%).

### Programa de desenvolupament rural 2007-2013
Els ajuts al desenvolupament rural passaren a canalitzar-se a través del Fons Europeu Agrícola de Desenvolupament Rural (FEADER). Les normes essencials de la política de desenvolupament rural per al període de 2007 a 2013, així com les mesures de política disponibles per als Estats membres i les regions, s'establien en el Reglament (CE) núm. 1698/2005 del Consell. D'acord amb aquest, el Ministeri de Medi Ambient i Medi Rural i Marí va elaborar un Pla Estratègic Nacional, en el que s'establien els objectius i prioritats en l'àmbit d'Espanya. Les actuacions previstes en el Pla Estratègic Nacional s'aplicaren mitjançant Programes de Desenvolupament Rural autonòmics.
En el cas de Catalunya, la política de desenvolupament rural per a 2007-2013 se centrava en tres temes (coneguts com a "eixos temàtics") i un eix metodològic:
- la millora de la competitivitat del sector agrícola i forestal.
- millora del medi ambient i del paisatge.
- millorar la qualitat de vida a les zones rurals i fomentar la diversificació de l'economia rural.
- aplicació de la metodologia LEADER.

Aquests eixos es van concretar en un ventall de mesures concretes. El pressupost total del Programa va ser de 1.061,97 milions d'euros de despesa pública, cofinançat pel departament d'Agricultura i el FEADER.

## Desenvolupament rural a altres països i zones del Món
El desenvolupament rural en general, es refereix al procés de millora de la qualitat de vida i el benestar econòmic de les persones que viuen en zones relativament aïllades i escassament poblades. El desenvolupament rural s'ha centrat tradicionalment en l'explotació dels recursos naturals de la terra, com l'agricultura i silvicultura. No obstant això, els canvis en les xarxes mundials de producció i l'augment de la urbanització han canviat el caràcter de les zones rurals, i cada vegada més els programes de desenvolupament se centren més en temes com l'ús de l'espai rural per a activitats recreatives o turístiques, i el foment de la creació de xarxes de comercialització. La necessitat de les comunitats rurals per abordar el desenvolupament des d'una perspectiva més àmplia, ha creat un major enfocament en una àmplia gamma d'objectius de desenvolupament, a part de crear incentius per a les empreses agrícoles: foment bde l'educació, l'esperit empresarial, la infraestructura física, i la infraestructura social, que tenen un paper important en el desenvolupament de les regions rurals. El desenvolupament rural també es caracteritza per posar èmfasi en les estratègies de desenvolupament econòmic de la producció local. En contrast amb les regions urbanes, que tenen moltes similituds, les zones rurals són molt diferents entre si. Per això hi ha una gran varietat en els enfocaments de desenvolupament rural utilitzats a escala mundial.

### Actuacions de desenvolupament
Les actuacions de desenvolupament rural tenen com a principal objectiu al desenvolupament social i econòmic de les zones rurals. Els agents de desenvolupament rural poden ser autoritats locals o regionals, agències de desenvolupament regional, les ONG, els governs nacionals o les organitzacions internacionals de desenvolupament.
Els programes persegueixen comptar amb la participació de la mateixa població rural per tal de satisfer les necessitats específiques de la zona rural, ja que és la que millor coneix l'entorn, la cultura, l'idioma i altres aspectes locals. Així, en països en desenvolupament com el Nepal, l'Índia o Bangladesh es busquen enfocaments de desenvolupament integrats.

### Organitzacions internacionals de desenvolupament rural
- El Fons Internacional de Desenvolupament Agrícola (sigles en anglès IFAD)[16] és una agència especialitzada de les Nacions Unides, es va establir com a institució financera internacional el 1977 com un dels principals resultats de la Conferència Mundial de l'Alimentació de 1974. La conferència va ser organitzada en resposta a les crisis alimentàries de la dècada de 1970 que van afectar principalment als països del Sahel d'Àfrica. per finançar projectes de desenvolupament agrícola, principalment per a la producció d'aliments en els països en desenvolupament. Una de les idees més importants que sorgeixen de la conferència va ser que les causes de la inseguretat alimentària i la fam no eren tant les falles en la producció d'aliments, però problemes estructurals relacionats amb la pobresa, i al fet que la majoria de les poblacions pobres del món en desenvolupament es concentra en les zones rurals.
- La FAO, Organització de les Nacions Unides per a l'Agricultura i l'Alimentació, porta a terme activitats per a fomentar la inversió en l'agricultura i el desenvolupament rural, que inclouen:[17]
  - Assessorament tècnic i econòmic als governs sobre polítiques i lleis que influeixen en la inversió pública i privada.
  - Desenvolupament de la capacitat dels governs per dissenyar i executar estratègies d'inversió multisectorials i amb múltiples socis alineades amb les seves pròpies prioritats
  - Ajuda als països per dissenyar, implementar i avaluar les inversions, no només per a l'agricultura i el desenvolupament rural, sinó també per satisfer les necessitats alimentàries i nutricionals dels seus ciutadans.
  - Suport tècnic a les institucions financeres internacionals associades per apalancar inversions addicionals.
  - Donar suport al desenvolupament i la implementació de les estratègies i plans d'inversió sobre agricultura, seguretat alimentària i nutrició dels països en el marc del Programa general per al desenvolupament de l'agricultura a l'Àfrica (CAADP) de la Nova Aliança per al Desenvolupament d'Àfrica (NEPAD).
  - Anàlisi de les tendències i impactes de la inversió agricola estrangera en els països en desenvolupament.
  - Suport a les consultaciones internacionals sobre principis per a la inversió agrícola responsable.
- El Banc Mundial[18] centra les seves tasques de desenvolupament rural en el finançament d'actuacions en cinc àrees: augmentar la productivitat agrícola; vinculació dels agricultors als mercats; reduir el risc, la vulnerabilitat i la desigualtat de gènere; la millora de l'ocupació rural; i aconseguir una agricultura ambientalment més sostenible, així com una font de serveis ambientals.

### Algunes agències governamentals de desenvolupament rural
- Agricultural and rural information provider Arxivat 2015-01-01 a Wayback Machine., agència per al desenvolupament rural del departament d'Agricultura dels EUA (USDA).
- Rural Development programmes Arxivat 2014-12-31 a Wayback Machine., del govern del Pakistan.
- AsgiSA Eastern Cape, agència de desenvolupament rural a Sud-àfrica.
- Azrip, agència a la república de l'Azerbaidjan.

#### Algunes organitzacions no governamentals (ONG) enfocades en el desenvolupament rural
- Aga Khan Rural Development Programmes Arxivat 2010-02-09 a Wayback Machine.
- The George Foundation (India)
- Village Earth: The Consortium for Sustainable Village-based Development
- The Norwegian University College for Agriculture and Rural Development (Noruega)